# Église Notre-Dame de Peujard
L'église Notre-Dame est une église catholique située dans la commune de Peujard, dans le département de la Gironde, en France.

## Localisation
L'église se trouve au sud du bourg, sur la route départementale D115.

## Historique et description
Jadis placée sous le vocable de Saint-Martin et aujourd’hui dédiée à Notre-Dame, l’église de Peujard est initialement construite au XIIe siècle et terminée au XIIIe.

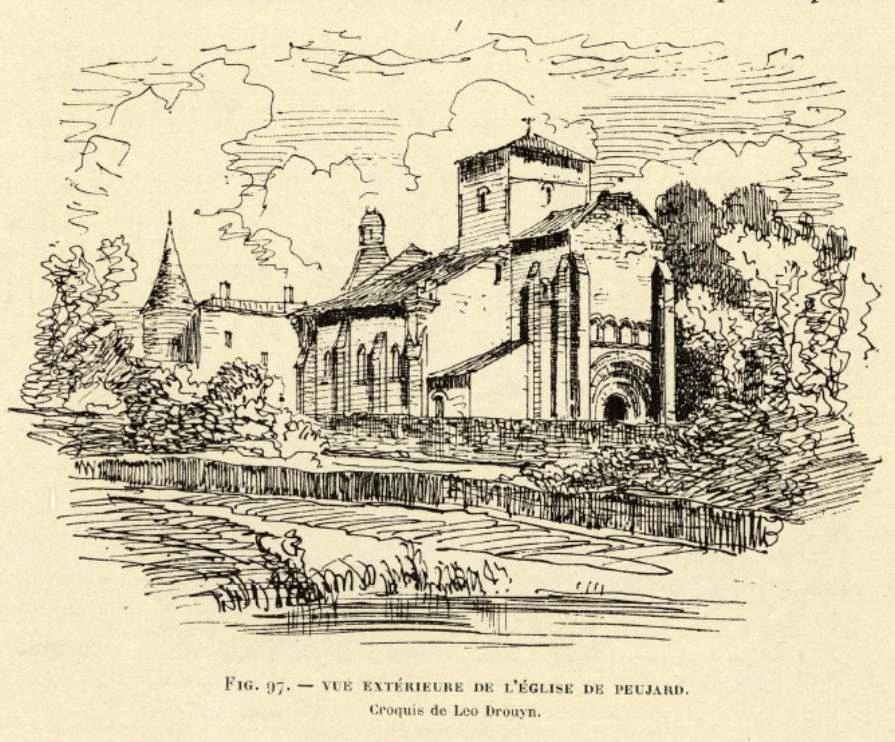
Croquis de Léo Drouyn
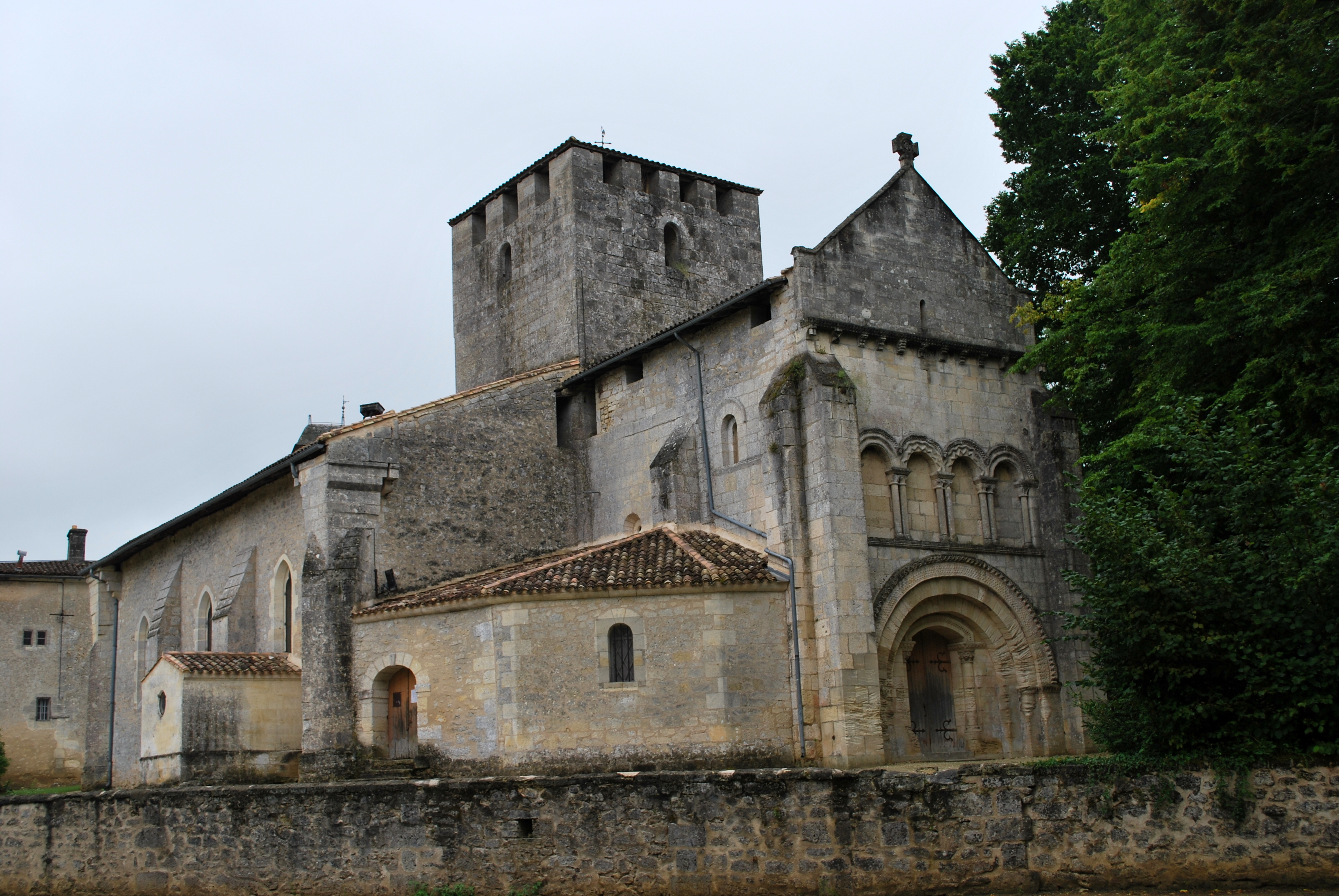
Vue du nord-ouest
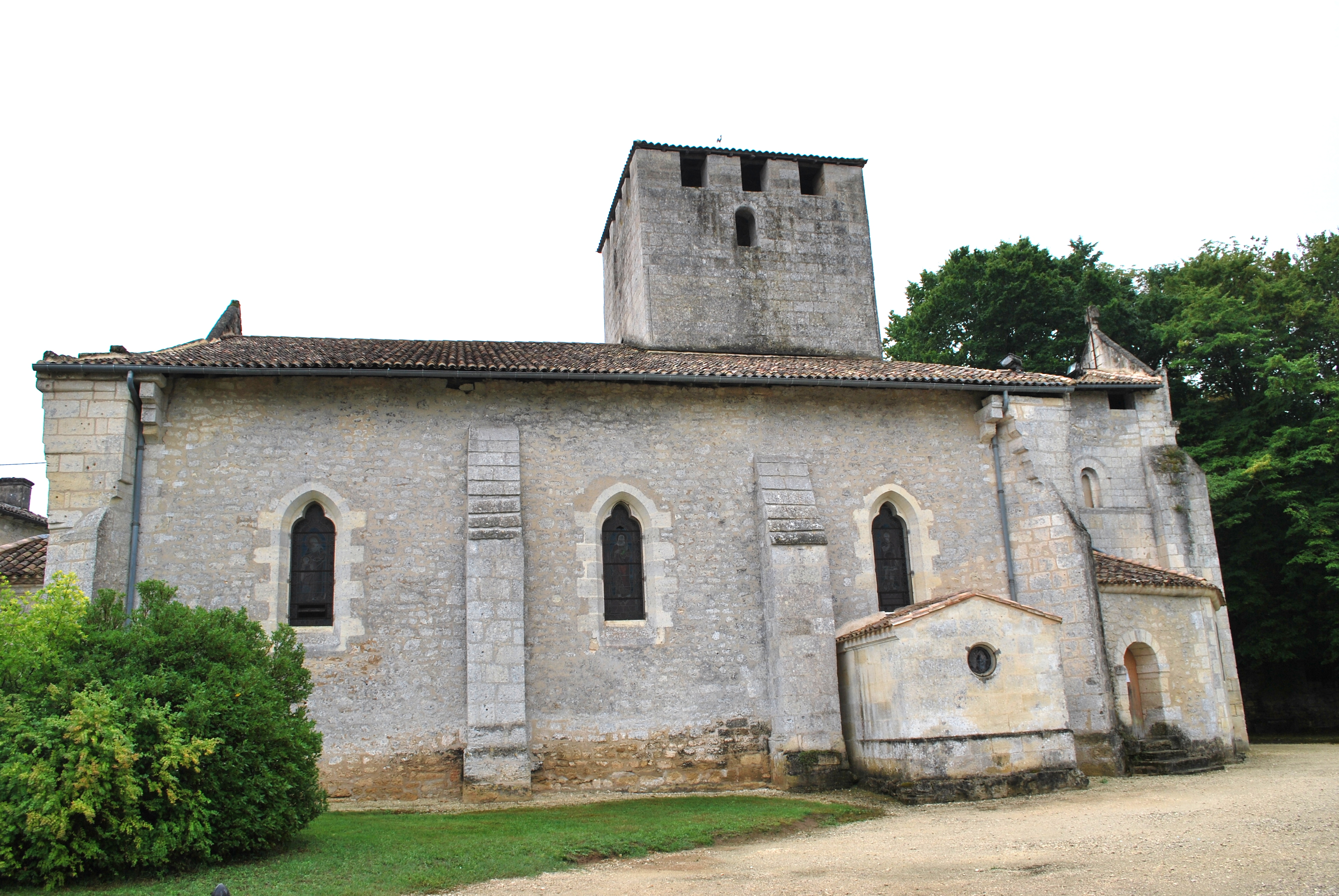
Façade nord

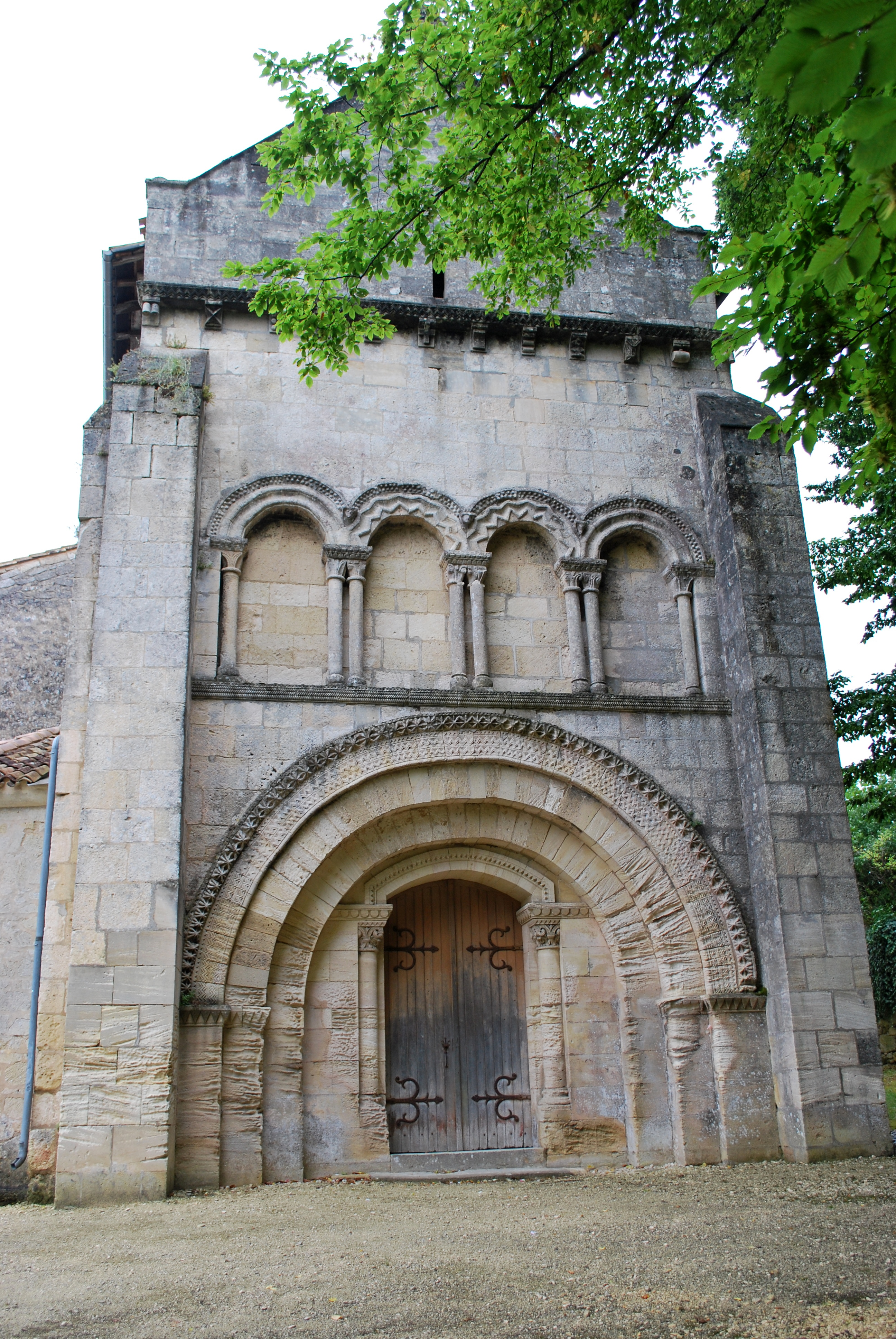
Façade ouest

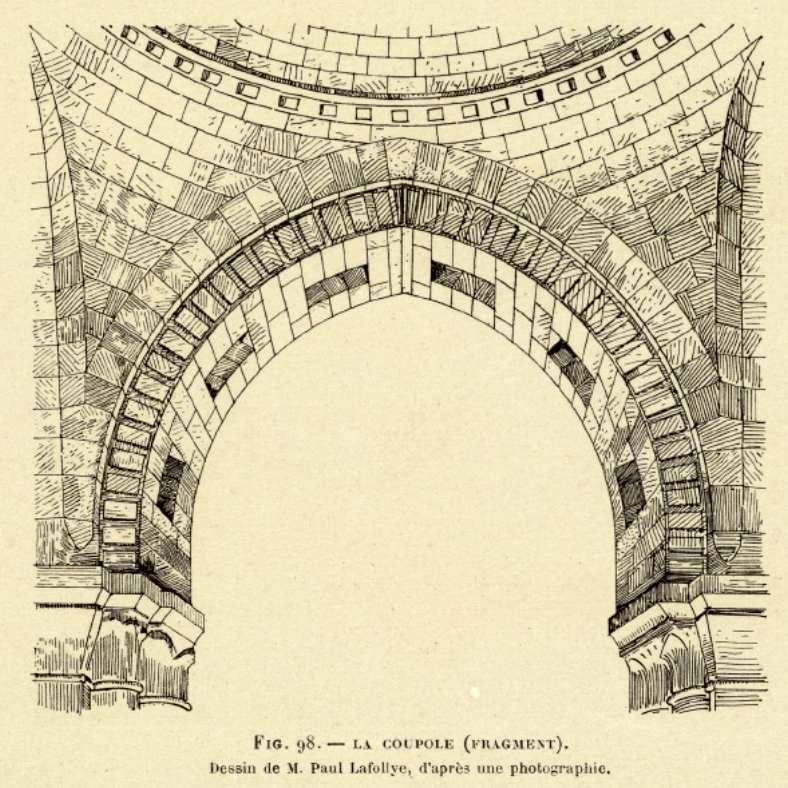
La coupole

Au XIIe siècle, sont ajoutés un portail d'inspiration saintongeaise et un clocher qui repose sur la deuxième travée en partant de l'est. Le portail s’inscrit dans une très large voussure à ressauts, couvertes d'une ornementation méplate ; au-dessus, une série de quatre arcades aveugles tient la largeur entre les contreforts d'angles ; plus haut, se trouve une corniche sur modillons.
À la fin de la période gothique, le chevet rectangulaire est ajouté.
L'église est composée de parties distinctes : dans la première travée ouest, les murs latéraux sont percés de fenêtres haut placées, qui éclairent l'extrados de la voûte.
C'est le reste d'une église non voûtée, qui n'a peut-être pas été parachevée. Plus tard, on tourna un berceau brisé sur cette travée et on fit, suivant le même parti, la travée suivante.
La troisième travée, sur laquelle est monté le clocher, est voûtée en coupole ; des deux arcs transversaux qui soutiennent les pendentifs, l'arc oriental est évidé, à l'intrados, de six trous oblongs et la tête ouest de ce même arc est décorée de moulures rayonnantes. Cette ornementation rappelle la coupole saintongeaise de Marignac.
La quatrième travée est, comme les deux premières, couverte d'un berceau brisé.
Entre ces travées, les supports sont constitués par un pilastre sur lequel ressortent trois colonnes engagées, accolées, peu saillantes, la colonne du milieu étant un peu plus importante que les deux autres. Chacun des supports est surmonté d'un chapiteau continu, semé de feuillages ou relevé de motifs géométriques.
La cinquième travée n'est autre que le chevet rectangulaire ; elle appartient à la fin de l'époque gothique, aussi bien que le bas-côté qui correspond, sur le flanc nord, aux trois travées orientales de la nef. L'église romane avait donc une travée de moins et la coupole surmontait soit le chœur, soit un avant-chœur.
Au cours des Guerres de religion, l'édifice, en particulier le clocher, est fortifié : le sommet des murs gouttereaux est découpé de créneaux et des échauguettes sont posées sur des contreforts. Roman à l’origine, le clocher est donc doté de créneaux et d’un mâchicoulis puis enfin surélevé.
Les comptes de la fabrique nous ont conservé le souvenir de réparations : 
- Apparemment légères, exécutées à la porte de l'église en 1623.
- Au XVIIIe siècle, la chapelle des fonts baptismaux est réaménagée.
- En 1835, on dut refaire deux piliers qui portaient le poids de la voûte et du clocher.
- Le bourdon est mis en place en 1874.
- À la fin du XIXe siècle, l'édifice et spécialement la façade ont été restaurés sous la direction de Léon Drouyn, fils de Léo Drouyn.

À l'intérieur de l'église, se trouve un retable baroque qui orne le maître-autel et une peinture du XVIIIe siècle figurant Le Baptême du Christ.
Gravés dans le mur sud de la nef, on trouve les vestiges de deux cadrans canoniaux. Ces cadrans solaires primitifs étaient utilisés par les prêtres pour déterminer le moment dans la journée pour pratiquer certains actes liturgiques.

Vestiges de cadrans canoniaux
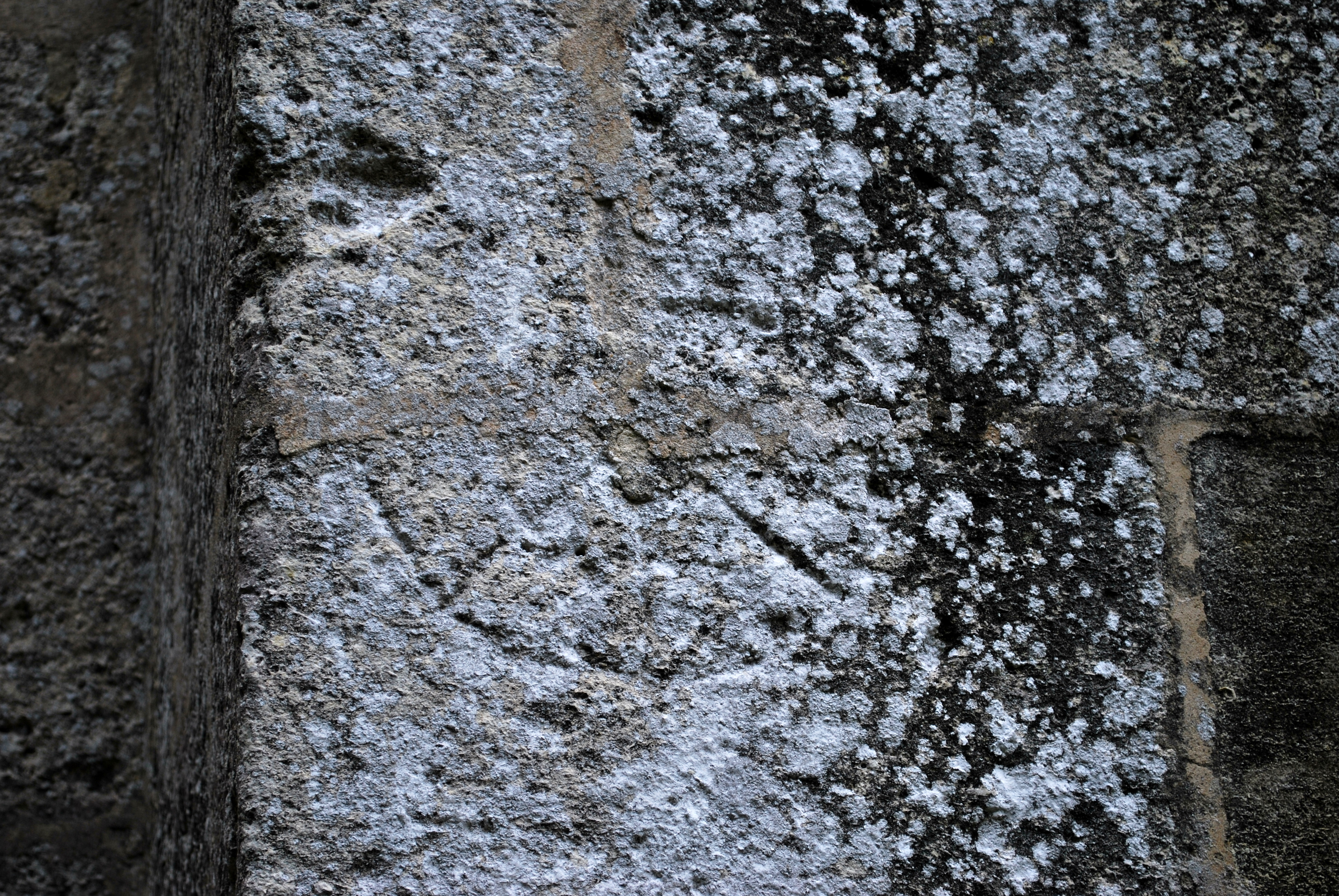
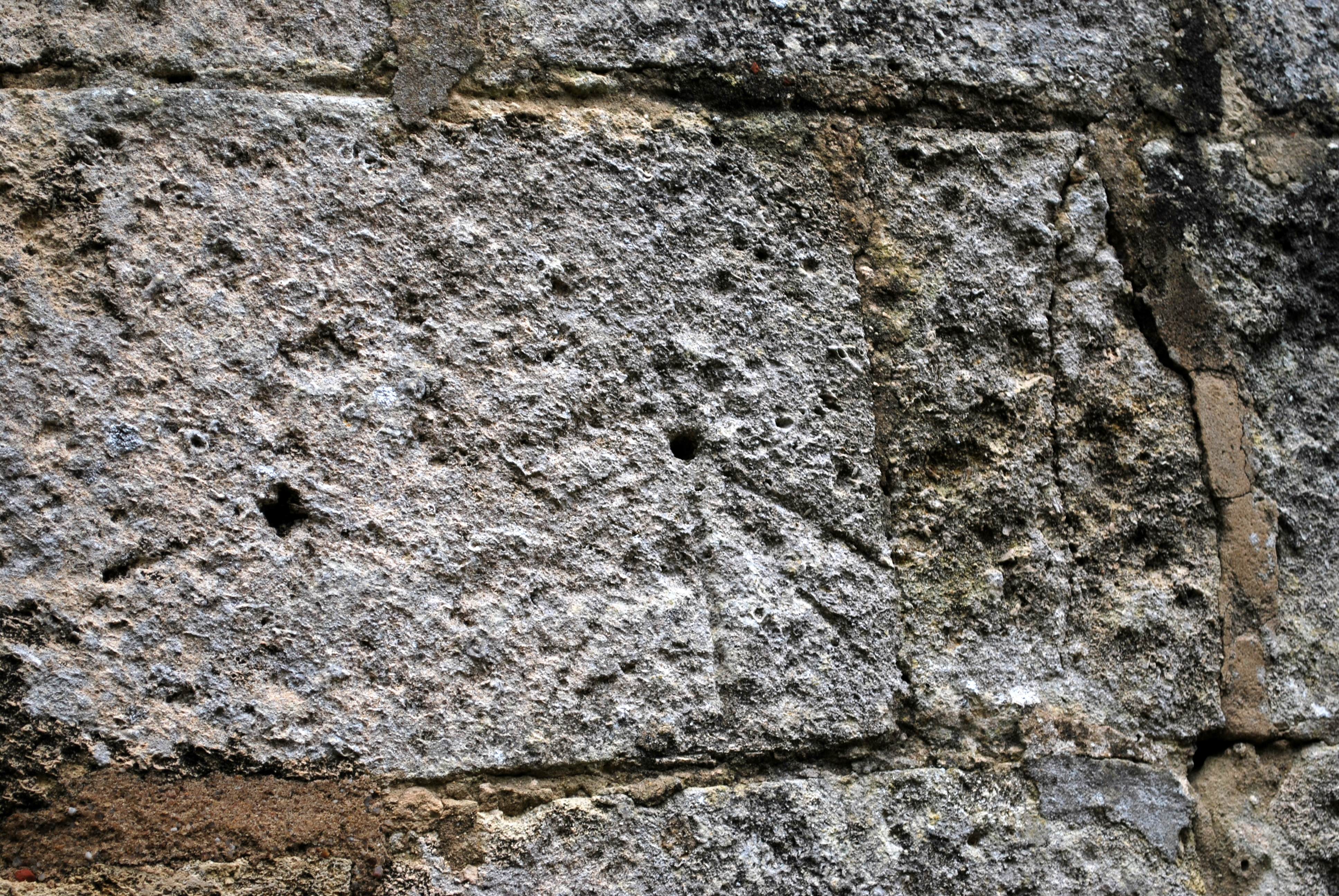

L'édifice est classé, avec les vestiges d'un ancien prieuré attenant, au titre des monuments historiques le 1er décembre 1908.